# Mniobryoides degeneriae
Mniobryoides degeneriae là một loài rêu trong họ Bryaceae. Loài này được Hormann mô tả khoa học đầu tiên năm 1969.